# Eurithia connivens
Eurithia connivens är en tvåvingeart som först beskrevs av Zetterstedt 1844.  Eurithia connivens ingår i släktet Eurithia och familjen parasitflugor. Arten är reproducerande i Sverige. Inga underarter finns listade i Catalogue of Life.